# いろは (サムライスピリッツ)
いろはは、SNK（SNKプレイモア）の対戦型格闘ゲーム『サムライスピリッツ』シリーズに登場する架空の人物。

## 概要
『サムライスピリッツ 天下一剣客伝』（以下『天下一剣客伝』）にて初登場した女性キャラクターで、武器は2本1組の大きい刀。
奥州・漆山のとある村の外れに住む心優しい若者の前に「身の回りの世話をさせて下さい」と突然現れて、彼と同居することになる。若者の事は「旦那様」と慕っており、彼女自身のプロフィールにも彼の事を挙げるほどである。
モチーフは『鶴の恩返し』で、その正体は人に化けた鶴。戦闘時には鶴のように片足のみで立つ構えを取り、鶴の鳴き声を出すことがある。プロフィールの好きなものの「たにし」「どじょう」や嫌いなものの「猟師」「鉄砲」「とらばさみ」は鶴である事を暗示している。服部半蔵や真鏡名ミナ、機巧おちゃ麻呂は彼女の正体を見抜いている。
和風メイドと形容するべき服装だが、肌の露出が多い。また、片方の足首に包帯を巻いており、戦闘時には包帯を巻いた足は上げている。
『天下一剣客伝』において御前試合の対戦相手である緋雨閑丸に対して「子供が刀を振り回しては駄目です」と説教するが、逆に「女性が刃物を持っていたら男性に嫌われますから」と言われて動揺するも「旦那様はそんな人ではありません」と閑丸に反論する。『Days of Memories 〜大江戸恋愛絵巻〜』でも吉野凛花に対して同様の説教をする。
鉄砲を怖れており、対戦相手がアンドリューの場合は「鉄砲は絶対に駄目です」と言う。また、ミナとの対戦後には「弓は苦手です」と言っている。
『天下一剣客伝』のエンディングでは一旦は若者の下を離れるが、徳川慶寅の言葉を思い出して若者のところに戻ってくる。
『SAMURAI SPIRITS (2019)』ではシーズンパス2にて三人目のダウンロードコンテンツキャラクターに選ばれている。
PlayStation 2版『天下一剣客伝』の初回特典として、いろはのフィギュアが付属した。

### ストーリー
とある雪深い村に、一人の気立てのよい若者が住んでいた。彼はとても器用で、ただの村人から壊れた鍬や鎌の修理を依頼されてはそれを修理した代金で、糧を得て生活していた。若者は人に頼まれると嫌とは言えない性分だった為、本当はやりたくない鉄砲や罠の修理なども引き受けており、ある日の事、自分の修理した罠にかかっていた動物を見つけてしまい、猟師には申し訳ないと思いつつ逃してしまった。それから少し経ったある日のこと、若者の元へとても美しい娘が訪れた。彼女は行くところがないので、しばらく置いて欲しいと若者に伝えると、彼は喜んでそれを承諾した。娘は「いろは」とだけ名乗り、甲斐甲斐しく若者に尽くしたが、何故か日に日に彼はため息が増えていき、それがいろはは気が気でなかった。そんな中、伝え聞いた「御前試合」の報酬の事もあり、いろは若者の笑顔を取り戻す為、夜が開けると一人旅立つのだった。

### 衣装
鳥の翼をモチーフにした独創的な白いエプロンを大きく張り出した白い帯で締めている。エプロンの丈は短く、胸元が開いている。
エプロンの下にはレオタードに似た黒いインナーを履いており、様々なアクションに対応出来るようになっている。エプロンの丈が短い為、しゃがみ強斬りやダウン時にインナーがチラ見えする。また、上に着ているのがエプロンな為、後ろからはインナーが丸見えとなっている。
『Days of Memories 〜大江戸恋愛絵巻〜』では買出しなどで人前に出る場合は、ごく普通の着物に割烹着という節度ある服装で出掛けるらしい。

### 初期設定
カチューシャなどのメイド風の衣装を身に付けておらず、髪型は足元まで届くほどのロングヘアーで、服装は唐衣を一枚羽織っているだけの純和風でほぼ裸となっている。完成形にも引き継がれているように、両手に武器を携えているが、現在の雰囲気とは大きく異なり、怜悧な雰囲気を漂わせている。
この初期設定の段階で左足には包帯が巻かれており、企画当初から「恩返し」をするというコンセプトが完成していた。

### 武器
鳳麟・凰嘴
2本で1組の刀で、持ち手と反対の面全体が刃となっている。
柄は楕円形で、その下部分の刀身に雲と月、鶴の彫りが入っており、鶴をモチーフにしている。

## キャラクター性能
全キャラクターで唯一2段ジャンプが可能な事から、空中からの攻撃手段が豊富だが、踏み込みが一足飛びのアクションな為、地上からの接近手段は乏しい。
リーチが短いので、地上では風斬各種による牽制を基本として、トリッキーな戦法を得意とする。

## 技の解説

### 必殺技
風斬（かざぎり）
羽を飛ばす技で、空中地上問わず出すことが出来る。斬りボタンだと前方に出し、蹴りボタンだと斜め上（空中では斜め下）に出す。
風車（かざぐるま）
前方に踏み込みながら、回転しながら武器で攻撃する。空中でも使用可能。
雨葵（あまあおい）
当身技で、上段と中段攻撃を受け止める。成功するとダメージを全く受けず、すぐにいろはが動けるようになる。
露時雨（つゆしぐれ）
丸まりながら攻撃する突進技。空中でも使用可能。

### 武器飛ばし必殺技など
夕鶴の舞（ゆうづるのまい）
コマンド投げタイプの武器飛ばし（破壊）技。相手を掴み、突如現れた障子の奥で、着物を脱ぎ捨てたいろはがシルエットになり、連続攻撃を行い、最後に再び着物を着て止めを刺す。
武器を落とした状態でも使用可能で、その場合は最後がスープレックスに変わり、こちらの方がダメージは大きい。
冬曙 雪月花（ふゆあけぼの せつげっか）
突進技タイプの秘奥義。炎をまとった斜め上への体当たり技。

## 登場作品
- サムライスピリッツ 天下一剣客伝
- SAMURAI SPIRITS (2019年のビデオゲーム)
- Days of Memoriesシリーズ
  - Days of Memories 〜大江戸恋愛絵巻〜
  - Days of Memories 〜僕と彼女と古都の恋〜[注 2]
  - Days of Memories 〜風舞う都でつかまえて〜[注 2]
- 恋のいろはシリーズ
  - 恋のいろは 〜さくら咲く春〜
  - 恋のいろは 〜ひまわり輝く夏〜
  - 恋のいろは 〜もみじ色づく秋〜
  - 恋のいろは 〜さざんか散る冬〜
- ネオジオヒーローズ 〜アルテイメット シューティング〜
- パチスロ・サムライスピリッツ鬼
- クイーンズゲイト スパイラルカオス
- 共闘ことばRPG コトダマン[6]

## 担当声優
- 新堂真弓（『天下一剣客伝』、『クイーンズゲイト スパイラルカオス』、『共闘ことばRPG コトダマン』）
- 後藤沙緒里（パチスロ『サムライスピリッツ鬼』）
- ミルノ純（『SAMURAI SPIRITS (2019)』）

## 関連人物
- 機巧おちゃ麻呂 - 対戦時に「扱いが難しい、悪しきモノではないようなので、捨て置くのも一興」と言われる。
- アンドリュー - 対戦時に「他意はないが、女性と戦うのは気が進まない」と言われる。
- 真鏡名ミナ - 鶴から人間に化けている身である為、妖滅師であるミナには見逃してもらうとする。